# 김민 (1983년)
김민(1983년 8월 4일 ~ )은 대한민국의 배우이다.

## 드라마
- (파워레인저 사무라이) (2011년 ~ 2012년, 니켈로디언) - 주니어 가디언 역 (단역)
- (카지노) (2022년, 디즈니+) - 존 역 (이 드라마의 진 최종 보스, 빅 보스의 수하)
- (택배기사) (2023년, 넷플릭스) - 주경남 역 (단역)
- (도적: 칼의 소리) (2023년, 넷플릭스) - 진산 (마적단의 일원)
- (킬러들의 쇼핑몰) (2024년, 디즈니+) - 파신 역
- (스터디그룹) (2025년, TVING) - 오장호 역

## 영화
- (범털) (2020년) - KTX 역
- (범털 2: 쩐의 전쟁) (2021년) - KTX 역
- (범죄도시 3) (2023년) - 애꾸 역 (리키의 부하, 첫 천만영화)
- (커플지옥) (2025년) - 위저드 역 (본작의 남주인공)

## 수상 목록
- 2024년 아시아 아티스트 어워즈 씬스틸러상

1. ↑  '카지노' 김민, DSP미디어와 전속계약…이중옥·안서현과 한솥밥